# Condado de Toole
O Condado de Toole é um dos 56 condados do estado norte-americano de Montana. A sede de condado é Shelby, que é também a sua maior cidade. O condado tem uma área de 5040 km² (dos quais 91 km² estão cobertos por água), uma população de 5267 habitantes, e uma densidade populacional de 1,05 hab/km² (segundo o censo nacional de 2000). O condado foi fundado em 1914 e recebeu o seu nome em homenagem a Joseph Toole, o primeiro governador do Montana.